# Terremoto de Sucre de 2010 (Venezuela)
El terremoto de Sucre de 2010 ocurrió el 15 de enero del mismo año en el estado Sucre de Venezuela. El episodio ocurrió al noreste del país y tuvo una magnitud de 5,4 grados en la escala de Richter, según informó la Fundación Venezolana de Investigaciones Sismológicas (FUNVISIS).

## Ubicación del epicentro
El movimiento telúrico se registró a las 13:30 (HLV), (18H00 GMT), con epicentro a 27 km de la ciudad de Carúpano (540 km al noreste de Caracas) y tuvo una profundidad de 2,4 kilómetros. El sismo también sacudió el vecino estado Estado Anzoátegui, donde el entonces gobernador Tarek Saab también descartó daños.

## Evacuación y prevención de réplicas
Luego del primer sismo, la empresa Petróleos de Venezuela (PDVSA), procedió con la evacuación de los edificios administrativos ubicados en la ciudad de Cumaná, para prevención de posibles derrumbes ante nuevos efectos del terremoto. Se sintieron minutos después varias réplicas pero de magnitud leve.
Los niveles de crudo y gas natural en el oriente se mantuvieron normales al igual que las actividades en las distintas instalaciones lacustres.
El sismo produjo un total de 11 personas con heridas leves, todos fueron atendidos por personal médico local (indicó el señor Beltrán Belasquez, director de Protección Civil de Sucre). También se reportaron daños materiales como grietas en estructuras de tres viviendas y el desplome de una casa en construcción en la localidad de Cariaco